# Rinus Bijl
Marinus Franciscus (Rinus) Bijl (Amsterdam, 24 december 1913 – Nieuwer-Amstel, 3 juni 1961) was een Nederlands voetballer en voetbalcoach.
Zijn oudere broer Jan Bijl was ook voetballer en voetbalcoach.

## Biografie
Rinus Bijl was de zoon van Johan Bijl en Johanna Christina Schouten. Hij trouwde op 10 januari 1940 met Antonia Gozewina van Vugt en had twee kinderen.
Hij speelde van 1937 tot 1941 bij AFC Ajax als aanvaller. Van zijn debuut in het kampioenschap op 18 april 1937 tegen PSV tot zijn laatste wedstrijd op 6 april 1941 tegen HBS speelde Bijl in totaal 71 wedstrijden en scoorde 51 doelpunten in het eerste elftal van Ajax.

## Statistieken
| Club  | Seizoen | Competitie | Competitie | Beker | Beker | Totaal | Totaal |
| Club  | Seizoen | Wed.       | Dlp.       | Wed.  | Dlp.  | Wed.   | Dlp.   |
| ----- | ------- | ---------- | ---------- | ----- | ----- | ------ | ------ |
| Ajax  | 1936/37 | 5          | 2          | -     | -     | 5      | 2      |
| Ajax  | 1937/38 | 18         | 10         | ?     | ?     | 18     | 10     |
| Ajax  | 1938/39 | 24         | 22         | -     | -     | 24     | 22     |
| Ajax  | 1939/40 | 11         | 5          | -     | -     | 11     | 5      |
| Ajax  | 1940/41 | 13         | 12         | -     | -     | 13     | 12     |
| Total | Total   | 71         | 51         | ?     | ?     | 71     | 51     |